# Кравченко Олексій Миколайович
Олексі́й Микола́йович Кра́вченко — старший солдат Збройних сил України, відзначився у ході російського вторгнення в Україну.

## Життєпис
Олексій Кравченко народився в селі Олефірівка (Дніпропетровська область Павлоградського району. Добровольцем у 2014 році пішов на фронт, брав участь в АТО на сході України. Був контужений, важко обгорів під час бою, довго лікувався. З початком повномасштабного російського вторгнення в Україну був 
мобілізований та перебував на передовій. Служив у 128-й окремій гірсько-штурмовій бригаді.
Загинув 9 березня 2022 року під Волновахою на Донеччині від осколкового поранення в голову. Чин прощання відбувся 15 березня 2022 року. Поховали на кладовищі в рідному селі

## Родина
У загиблого залишилися мати, дружина та син.

## Нагороди
- орден «За мужність» III ступеня (2022, посмертно) — за особисту мужність під час виконання бойових завдань, самовіддані дії, виявлені у захисті державного суверенітету та територіальної цілісності України, вірність військовій присязі.